# Коронел-Фрейтас
Коронел-Фрейтас (порт. Coronel Freitas)  —  муниципалитет в Бразилии, входит в штат Санта-Катарина. Составная часть мезорегиона Запад штата Санта-Катарина. Входит в экономико-статистический  микрорегион Шапеко. Население составляет 10 624 человека на 2006 год. Занимает площадь 234,157 км². Плотность населения — 45,4 чел./км².
Праздник города —  6 октября.

## История
Город основан в 1961 году.

## Статистика
- Валовой внутренний продукт на 2003 составляет 112.544.773,00 реалов (данные: Бразильский институт географии и статистики).
- Валовой внутренний продукт на душу населения на 2003 составляет 10.634,49 реалов (данные: Бразильский институт географии и статистики).
- Индекс развития человеческого потенциала на 2000 составляет 0,811 (данные: Программа развития ООН).

## География
Климат местности: субтропический.